# Числа Эйлера I рода
В комбинаторике числом Эйлера I рода из n по k, обозначаемым {\displaystyle \left\langle {n \atop k}\right\rangle } или {\displaystyle E(n,k)}, называется количество перестановок порядка n с k подъёмами, то есть таких перестановок {\displaystyle \pi =(\pi _{1},\pi _{2},\dots ,\pi _{n})}, что существует ровно k индексов j, для которых {\displaystyle \pi _{j}<\pi _{j+1}}.
Числа Эйлера I рода обладают также геометрической и вероятностной интерпретацией — число {\displaystyle {\frac {1}{n!}}\left\langle {n \atop k}\right\rangle } выражает:
- объём части n-мерного гиперкуба, ограниченного гиперплоскостями {\displaystyle x_{1}+x_{2}+\dots +x_{n}=k} и {\displaystyle x_{1}+x_{2}+\dots +x_{n}=k-1};
- вероятность того, что сумма n независимых равномерно распределённых в отрезке {\displaystyle [0,1]} переменных лежит между k-1 и k.

## Пример
Перестановки {\displaystyle \pi } четвертого порядка, имеющие ровно два подъёма, должны удовлетворять одному из трёх неравенств: {\displaystyle \pi _{1}<\pi _{2}>\pi _{3}<\pi _{4}}, {\displaystyle \pi _{1}<\pi _{2}<\pi _{3}>\pi _{4}} или {\displaystyle \pi _{1}>\pi _{2}<\pi _{3}<\pi _{4}}. Таких перестановок ровно 11:
1324, 1423, 2314, 2413, 3412, 1243, 1342, 2341, 2134, 3124, 4123.
Поэтому {\displaystyle \left\langle {4 \atop 2}\right\rangle =11}.

## Свойства
Для заданного натурального числа {\displaystyle n} существует единственная перестановка без подъёмов, то есть {\displaystyle (n,n-1,n-2,\dots ,1)}. Также существует единственная перестановка, которая имеет n-1 подъёмов, то есть {\displaystyle (1,2,3,\dots ,n-1,n)}. Таким образом,
{\displaystyle \left\langle {n \atop 0}\right\rangle =\left\langle {n \atop n-1}\right\rangle =1} для всех натуральных {\displaystyle n}.
Зеркальным отражением перестановки с m подъёмами является перестановка с n-m-1 подъёмами. Таким образом,
{\displaystyle \left\langle {n \atop m}\right\rangle =\left\langle {n \atop n-m-1}\right\rangle .}

### Треугольник чисел Эйлера первого рода
Значение чисел Эйлера {\displaystyle \left\langle {n \atop k}\right\rangle } для малых значений n и k приведены в следующей таблице (последовательность A008292 в OEIS):
| n\k | 0 | 1   | 2     | 3     | 4      | 5     | 6     | 7   | 8 | 9 |
| 0   | 1 |     |       |       |        |       |       |     |   |   |
| 1   | 1 | 0   |       |       |        |       |       |     |   |   |
| 2   | 1 | 1   | 0     |       |        |       |       |     |   |   |
| 3   | 1 | 4   | 1     | 0     |        |       |       |     |   |   |
| 4   | 1 | 11  | 11    | 1     | 0      |       |       |     |   |   |
| 5   | 1 | 26  | 66    | 26    | 1      | 0     |       |     |   |   |
| 6   | 1 | 57  | 302   | 302   | 57     | 1     | 0     |     |   |   |
| 7   | 1 | 120 | 1191  | 2416  | 1191   | 120   | 1     | 0   |   |   |
| 8   | 1 | 247 | 4293  | 15619 | 15619  | 4293  | 247   | 1   | 0 |   |
| 9   | 1 | 502 | 14608 | 88234 | 156190 | 88234 | 14608 | 502 | 1 | 0 |

Легко понять, что значения на главной диагонали матрицы задаются формулой: {\displaystyle \left\langle {n \atop n}\right\rangle =[n=0].}
Треугольник Эйлера, как и треугольник Паскаля, симметричен слева и справа. Но в этом случае закон симметрии несколько отличен:
{\displaystyle \left\langle {n \atop k}\right\rangle =\left\langle {n \atop n-1-k}\right\rangle } при n > 0.
То есть перестановка имеет n-1-k подъёмов тогда и только тогда, когда её «отражение» имеет k подъёмов.

### Рекуррентная формула
Каждая перестановка {\displaystyle \rho =\rho _{1}\dots \rho _{n-1}} из набора {\displaystyle \{1,2,3,n-1\}} приводит к {\displaystyle n} перестановкам из {\displaystyle \{1,2,3,n\}}, если мы вставляем новый элемент n всеми возможными способами. Вставляя {\displaystyle n} в {\displaystyle j}-ю позицию, получаем перестановку {\displaystyle \pi =\rho _{1}\dots \rho _{j-1}n\rho _{j}\dots \rho _{n-1}}. Количество подъёмов в {\displaystyle \pi } равняется количеству подъёмов в {\displaystyle \rho }, если {\displaystyle j=1} или если {\displaystyle \pi _{j-1}<\pi _{j}}; и оно больше количества подъёмов в {\displaystyle \rho }, если {\displaystyle j=n} или если {\displaystyle \rho _{j-1}>\rho _{j}}. Следовательно, {\displaystyle \pi } в сумме имеет
{\displaystyle (k+1)\left\langle {n-1 \atop k}\right\rangle }
способов построения перестановок из {\displaystyle \rho }, которые имеют {\displaystyle k} подъёмов, плюс
{\displaystyle ((n-2)-(k-1)+1)\left\langle {n-1 \atop k-1}\right\rangle }
способов построения перестановок из {\displaystyle \rho }, которые имеют {\displaystyle k-1} подъёмов. Тогда искомая рекуррентная формула для целых {\displaystyle n>0} имеет вид:
{\displaystyle \left\langle {n \atop k}\right\rangle =(k+1)\left\langle {n-1 \atop k}\right\rangle +(n-k)\left\langle {n-1 \atop k-1}\right\rangle .}
Положим также, что
{\displaystyle \left\langle {0 \atop k}\right\rangle =[k=0]} (для целых {\displaystyle k}),
и при {\displaystyle k<0}:
{\displaystyle \left\langle {n \atop k}\right\rangle =0.}

### Явные формулы
Явная формула для чисел Эйлера I рода:
{\displaystyle \left\langle {n \atop m}\right\rangle =\sum _{k=0}^{m}{n+1 \choose k}(m+1-k)^{n}(-1)^{k}}
позволяет получить относительно простые выражения при малых значениях m:
{\displaystyle \left\langle {n \atop 0}\right\rangle =1;}
{\displaystyle \left\langle {n \atop 1}\right\rangle =2^{n}-n-1;}
{\displaystyle \left\langle {n \atop 2}\right\rangle =3^{n}-(n+1)2^{n}+{n+1 \choose 2}.}

### Формулы суммирования
Из комбинаторного определения очевидно, что сумма чисел Эйлера I рода, расположенных в n-й строке, равна {\displaystyle n!}, так как она равна количеству всех перестановок порядка {\displaystyle n}:
{\displaystyle \sum _{m=0}^{n}\left\langle {n \atop m}\right\rangle =n!}
Знакопеременные суммы чисел Эйлера I рода при фиксированном значении n связаны с числами Бернулли {\displaystyle B_{n+1}}:
{\displaystyle \sum _{m=0}^{n}(-1)^{m}\left\langle {n \atop m}\right\rangle ={\frac {2^{n+1}(2^{n+1}-1)B_{n+1}}{n+1}},}
{\displaystyle \sum _{m=0}^{n}(-1)^{m}\left\langle {n \atop m}\right\rangle {n \choose m}^{-1}=(n+1)B_{n},}
{\displaystyle \sum _{m=0}^{n}(-1)^{m}\left\langle {n \atop m}\right\rangle {n-1 \choose m}^{-1}=0.}
Также справедливы следующие тождества, связывающие числа Эйлера I рода с числами Стирлинга II рода:
{\displaystyle \sum _{k=n-m}^{n}\left\langle {n \atop k}\right\rangle {k \choose n-m}=m!\left\{{n \atop m}\right\}}
{\displaystyle \sum _{k=0}^{n}2^{k}\left\langle {n \atop k}\right\rangle =\sum _{k=1}^{\infty }{\frac {k^{n}}{2^{k}}}=\sum _{k=1}^{n}k!\left\{{n \atop k}\right\}}
{\displaystyle \sum _{k=0}^{n}3^{k}\left\langle {n \atop k}\right\rangle =2^{n+1}\sum _{k=1}^{\infty }{\frac {k^{n}}{3^{k}}}}

### Производящая функция
Производящая функция чисел Эйлера I рода имеет вид:
{\displaystyle {\frac {1-w}{e^{(w-1)z}-w}}=\sum _{m,n\geq 0}\left\langle {n \atop m}\right\rangle w^{m}{\frac {z^{n}}{n!}}}
Числа Эйлера I рода связаны также с производящей функцией последовательности {\displaystyle n}-х степеней (полилогарифм целого отрицательного порядка):
{\displaystyle \sum _{k=1}^{\infty }k^{n}x^{k}={\frac {\sum _{m=0}^{n-1}\left\langle {n \atop m}\right\rangle x^{m+1}}{(1-x)^{n+1}}}.}
Кроме того, Z-преобразование из
{\displaystyle \left\{n^{k}\right\}_{k=1}^{N}}
является генератором первых N строк треугольник чисел Эйлера, когда знаменатель {\displaystyle n}-й элемента преобразования сокращается умножением на {\displaystyle (z-1)^{j+1}}:
{\displaystyle Z\left[\{n^{k}\}_{k=1}^{3}=\left\{{\frac {z}{(z-1)^{2}}},{\frac {z+z^{2}}{(z-1)^{3}}},{\frac {z+4z^{2}+z^{3}}{(z-1)^{4}}}\right\}\right]}

### Тождество Ворпицкого
Тождество Ворпицкого выражает степенную функцию в виде суммы произведений чисел Эйлера I рода и обобщённых биномиальных коэффициентов:
{\displaystyle x^{n}=\sum _{m=0}^{n-1}\left\langle {n \atop m}\right\rangle {x+m \choose n}.}
В частности:
{\displaystyle x^{2}={x \choose 2}+{x+1 \choose 2}}
{\displaystyle x^{3}={x \choose 3}+4{x+1 \choose 3}+{x+2 \choose 3}}
{\displaystyle x^{4}={x \choose 4}+11{x+1 \choose 4}+11{x+2 \choose 4}+{x+3 \choose 4}}
и т. д. Эти тождества легко доказываются по индукции.
Тождество Ворпицкого даёт ещё один способ вычисления суммы первых {\displaystyle n} квадратов:
{\displaystyle \sum _{k=1}^{n}k^{2}=\sum _{k=1}^{n}\left\langle {2 \atop 0}\right\rangle {k \choose 2}+\left\langle {2 \atop 1}\right\rangle {k+1 \choose 2}=\sum _{k=1}^{n}{k \choose 2}+{k+1 \choose 2}=}
{\displaystyle =\left({1 \choose 2}+{2 \choose 2}+\dots +{n \choose 2}\right)+\left({2 \choose 2}+{3 \choose 2}+\dots +{n+1 \choose 2}\right)=}
{\displaystyle ={n+1 \choose 3}+{n+2 \choose 3}={\frac {n(n+1)(2n+1)}{6}}.}